# Jožef Pollak
Jožef Blaž Pollak, slovenski duhovnik, * 2. februar 1874, Tržič, † 25. julij 1940, Oranienburg.

## Življenje
Rodil se je očetu Francu in materi Ani. Po zaključku gimnazije je vstopil k frančiškanom in 1896 prejel mašniško posvečenje ter si izbral redovno ime Engelbert. Leta 1907 je zapustil frančiškanski red in deloval kot izseljenski duhovnik v Severni Ameriki. Po 17 letih delovanja se je pred drugo svetovno vojno vrnil v Evropo. Sedem let je nato živel doma v Tržiču, potem pa je od leta 1935 na Koroškem v Št. Lipšu v Podjuni deloval kot župnijski upravitelj. Tam si je prizadeval za širjenje slovenskega verskega tiska. Zaradi vse večje angažiranosti za slovenski jezik v času vzpona nacizma je pristal v zaporu, kjer je zbolel. Od tam so ga poslali v koncentracijsko taborišče Oranienburg, kjer je 25. julija 1940 umrl. Žaro so poslali v Št. Lipš, kjer so ga pokopali na farnem pokopališču. 